# Chrysometa cuenca
Chrysometa cuenca là một loài nhện trong họ Tetragnathidae.
Loài này thuộc chi Chrysometa. Chrysometa cuenca được Herbert W. Levi miêu tả năm 1986.